# İlhan Mansız
İlhan Mansız (Kempten im Allgäu, Alemanya, 10 d'agost de 1975) és un exfutbolista turc. Va disputar 21 partits amb la selecció de Turquia. També va ser patinador artístic.